# Пилкохвоста котяча акула чорнорота
Пилкохвоста котяча акула чорнорота (Galeus melastomus) — акула з роду Пилкохвоста котяча акула родини Котячі акули. Інша назва «іспанський пилкохвіст».

## Опис
Загальна довжина досягає 90 см. Спостерігається статевий диморфізм: самиця значно більше за самця. Водночас особини Середземного, Адріатичного морі дрібніше за представників виду, що мешкають у відкритому океані. Зовнішністю схожа на атлантичну та ісландську пилкохвості акули. Голова відносно коротка. Ніс трохи сплощений зверху, округлий. Очі великі, мигдалеподібні, з мигальною перетинкою. Зіниці щілиноподібні. Під очима присутні невеличкі щічні горбики. За очима розташовані маленькі бризкальця. Ніздрі відносно невеликі, розділені трикутними носовими клапанами. Губні борозни довгі, розташовані у кутах рота. Рот широкий, дугоподібний. Зуби розташовані у декілька рядків. На верхній щелепі — 69 робочих зубів, на нижній — 79. Зуби дрібні, з 3-5 верхівками, з яких центральна є високою та шилоподібною, бокові — маленькі і притуплені. У неї 5 пар зябрових щілин. Тулуб стрункий, циліндричний. Грудні плавці добре розвинені, широкі, з округлими верхівками. Має 2 невеличких спинних плавця, що розташовані у хвостовій частині. Черевні плавці маленькі. У самців на них розташовані короткі статеві органи (птерігоподії). Анальний плавець дуже широкий, його ширина становить 13-18 % довжини усього тіла. Хвостовий плавець відносно довгий (25 % довжини усього тіла акули), вузький, гетероцеркальний. Уздовж його верхньої лопаті тягнеться зубчастий гребінь, утворений великою шкіряною лускою.
Забарвлення спини сіро-жовто-коричневе. Черево майже білого кольору. На спині та боках є 18 темних округлих сідлоподібних плям з контрастними світлими краями. Ближче до хвостової частини плями мають більш розмиті краї. Задні крайки спинних плавці майже білі. Ротова порожнина чорна. Звідси походить назва цієї акули.

## Спосіб життя
Тримається на глибинах від 50 до 1800 м, континентальних схилах. Доволі повільна та млява акула. Іноді утворює зграйні скупчення. Вдень часто відпочиває на дні. Активна більш вночі. Полює біля дна, є бентофагом. Живиться ракоподібними (переважно креветками), дрібними молюсками, невеличкою костистою рибою.
Статева зрілість у самців настає при розмірі 48-79 см (в Атлантичному океані), 42-55 см (у Середземному та інших внутрішніх моря), самиці — 56-79 см та 39-61 см відповідно. Це яйцекладна акула. Парування та відкладання яєць відбувається цілий рік. Самиця відкладає до 13 яєць, що поміщені у коричневі напівпрозорі капсули 4,5-6,5 см завдовжки. Яйця відкладаються на невеличкій глибині. Вони мають вусики, якими чіпляються за ґрунт. Самиця здатна протягом року відкласти до 100 яєць.
М'ясо їстівне, проте немає високих смакових якостей. Інколи трапляється у великих кількостях під час вилову креветок або омарів. Використовується для виготовлення шкіри, м'ясо — солиться та в'ялиться. На збереження цього виду вплинула заборону на вилов у Середземному нижчі 1000 м.

## Розповсюдження
Мешкає у західній Атлантиці: від акваторії Ісландії, Норвегії та південно-західної Швеції уздовж західного узбережжя Європи до північно-західної Африки — берегів Сенегалу, Кабо-Верде. Також часто зустрічається у Середземному, Егейському та Адріатичному морях. Трапляється біля Азорських островів.